# Hans Bischof (Politiker)
Johann „Hans“ Bischof (* 15. Jänner 1899 in Raiming bei Oberwölz in der Steiermark; † 23. Mai 1974 ebenda) war ein österreichischer Politiker der Österreichischen Volkspartei (ÖVP).

## Ausbildung und Beruf
Bischof kam als ein ehelicher Sohn des Bauern Johann Bischof vulgo Oberer Sandler und der Josefa geb. Rauch auf dem elterlichen Hof in Raiming bei Oberwölz zur Welt. Nach dem Besuch der Volksschule und einer landwirtschaftlichen Schule wurde er Bauer und 1953 Ökonomierat. Am 9. Mai 1922 heiratete er Agnes Lukas in Oberwölz.

## Politische Funktionen
Er war Obmann der Bezirksbauernkammer Murau.

## Politische Mandate
- 9. April 1957 bis 14. Mai 1970: Mitglied des Bundesrates (VIII., IX., X., XI. und XII. Gesetzgebungsperiode), ÖVP